# Jan Gebauer
Pour les articles homonymes, voir Gebauer.
Jan Gebauer, né le 8 octobre 1838 à Oubislavice, l'actuelle Úbislavice, et mort le 25 mai 1907 à Kralovské Vinohrady, était professeur de langue et de littérature tchèques à l'université de Prague. Il a consacré sa vie à l'étude de l'ancien tchèque. Ses œuvres principales, la Grammaire historique et le Dictionnaire historique, sont restées inachevées. En 1886, il a publié un article remettant en cause l'authenticité des manuscrits de Dvůr Kralové et de Zelená Hora, dont il a par la suite prouvé qu'ils étaient faux.

## Biographie

### Origines familiales
Jan Gebauer naquit dans une famille tchéco-allemande (son père était allemand, sa mère tchèque). Il avait une sœur et deux frères cadets. La famille était pauvre ; cependant, Jan, garçon doué, put suivre des cours au lycée de Jičín entre 1851 et 1858.

### Études
Après avoir passé le baccalauréat, il s’inscrivit à la Faculté théologique de l’université de Prague. Il souhaitait finir ses études de théologie et devenir ensuite enseignant. C’était une pratique courante à l’époque ; néanmoins elle était réservée à un nombre restreint de séminaristes, généralement les enfants des familles riches. N’ayant pas la certitude d’obtenir ce privilège, il quitta le séminaire et s’inscrivit à la faculté de philosophie. À cet instant, les relations avec son père s’aggravèrent. Ce dernier n’était pas d’accord avec la décision de son fils. Il envoya une lettre très dure à Jan qui garda sur le cœur les mots de son père jusqu’à sa mort. La mère de Gebauer réussit à calmer la situation, et la paix revint entre le père et le fils. Jan Gebauer suivait, entre autres, les cours de latin, d’allemand et de slavistique. Parmi ses professeurs, citons notamment le jeune professeur Martin Hattala (1821 – 1903) qui deviendra plus tard l’un de ses adversaires principaux pendant les querelles de la palatalisation e – ě, des Manuscrits, etc.
La famille ne pouvait pas lui proposer une grande aide financière pendant ses études : Jan devait donc gagner sa vie. Il collaborait au dictionnaire Naučný slovník (dirigé par František Ladislav Rieger) pour lequel il écrivit de nombreux articles, essentiellement sur la linguistique et la slavistique (son article sur les « langues slaves » fut ensuite publié séparément et traduit dans plusieurs langues). Dans les années 1860, il publia également des traductions, notamment du sanscrit, du bulgare et du russe. D’après les articles publiés à cette époque, il est facile de voir où va l’intérêt du jeune Gebauer : les langues et la poésie folklorique slaves.

### Pardubice
Le jeune comte Drašković lui proposa de venir en Croatie pour devenir son précepteur. Après de nombreuses réflexions, Gebauer refusa cette offre. En 1865, il devint remplaçant à l’Ober-Realschule tchèque à Prague afin d’assurer les cours de tchèque et d’allemand. La même année, il fut nommé professeur suppléant à l’Ober-Realschule à Pardubice. Il quitta ainsi la ville où se trouvaient les matériaux essentiels pour ses futurs travaux. Plus tard, il s’efforcera d’y revenir.
À Pardubice, il assure les cours de tchèque. Le jeune professeur fait naître un grand amour de la langue tchèque chez ses élèves grâce à ses explications claires et précises sans utiliser des manuels. En 1867, l’assemblée municipale l’a confirmé en tant que professeur titulaire de tchèque à l’Ober-Realschule.

### Famille

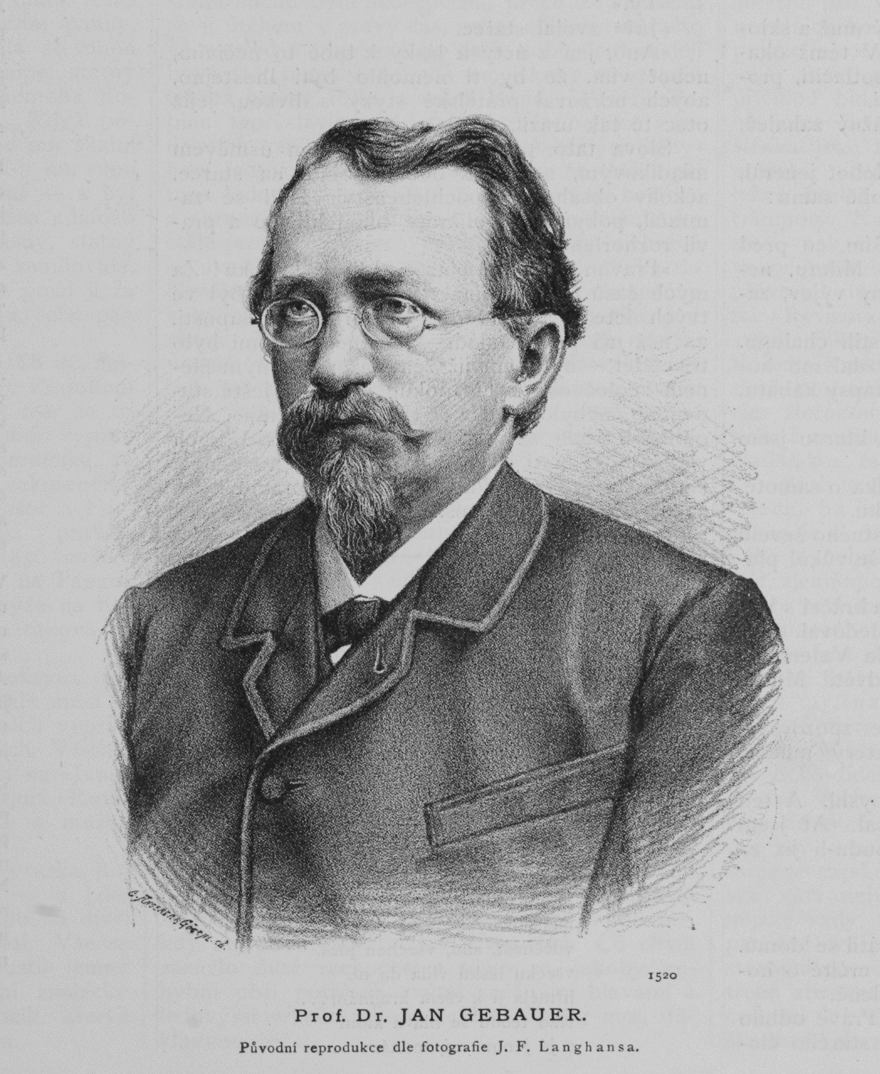
Jan Gebauer, 'Zlatá Praha, vol. III, p. 65

Peu après son arrivée à Pardubice, il rencontra Julie Wernerová (née le 22 septembre 1849), fille d’un conseiller municipal ; elle devint sa femme le 9 octobre 1866. Leur premier enfant, un garçon, prénommé Bohouš, naquit quinze mois plus tard (le 9 janvier 1868) et le 8 décembre 1869, Julie Gebauerová accoucha d’une fille, prénommée Marie. Dans les années qui suivirent, ils eurent six autres enfants : deux fils (Jan et Jiří) et quatre filles (Julie, Ludmila, Helena, Jiřina).

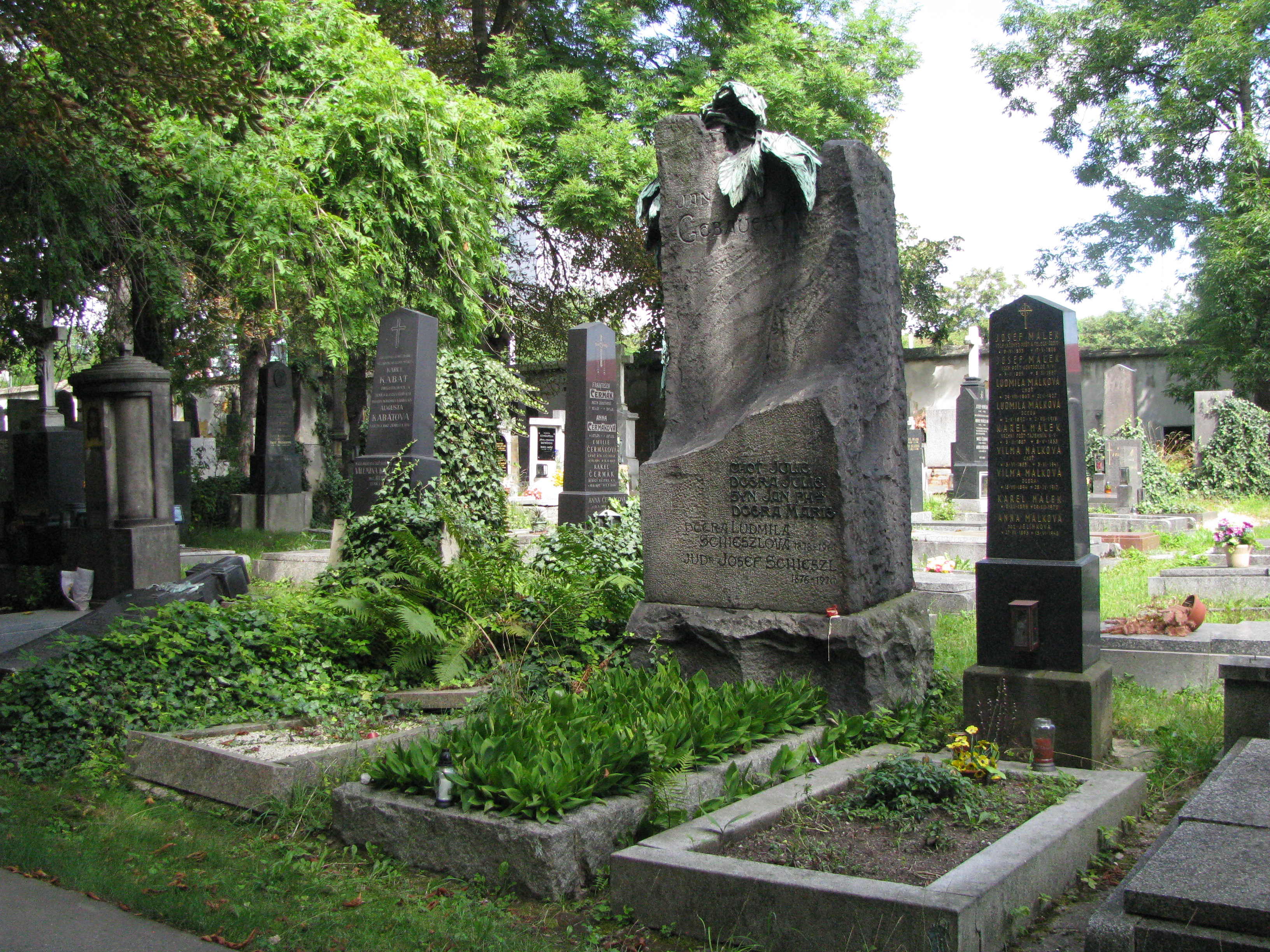
La tombe de Jan Gebauer (cimetière de Královské Vinohrady, Prague)

### Retour à Prague
Le foyer étant ainsi fondé, Jan Gebauer put retourner à ses travaux. D’abord, il passa le concours pour devenir professeur dans l’enseignement secondaire : il partit à Vienne et rentra en ayant réussi le concours. Ensuite, son intérêt pour les langues slaves se centra sur l’ancien tchèque. Il eut exploité rapidement toutes les ressources que la région de Pardubice pouvait lui offrir et il se rendit compte que s’il voulait continuer à décrire minutieusement l’ancien tchèque, il lui faudrait quitter Pardubice et s’installer à Prague où il aurait accès aux bibliothèques praguoises. En laissant provisoirement sa famille à Pardubice, il partit à Prague pour essayer d’obtenir un poste dans un établissement praguois. Grâce au directeur Jan Šťastný, il fut nommé en 1870 professeur de tchèque au Lycée moderne tchèque à Prague. Pendant les vacances, il retourna à Pardubice et, à la rentrée scolaire, toute la famille fut définitivement installée à Prague.
Pour Jan Gebauer commença alors une nouvelle période de sa vie, période marquée par des travaux d’une grande valeur scientifique, mais également la période la plus difficile de sa vie, en raison de plusieurs querelles scientifiques.

### Entrée à l'Université
En juillet 1873, Gebauer fut nommé maître de conférences à l’université de Prague. Mais il continua à enseigner au Lycée moderne. Ce dernier devenait un grand fardeau, l’empêchant de se concentrer uniquement à la recherche. Julie, sa femme, l’aidait comme elle pouvait : elle gardait les enfants pour qu’ils ne dérangent pas leur père pendant ses brefs moments de liberté afin qu’il puisse travailler ; elle l’aidait à corriger les devoirs des élèves pour lui donner plus de temps pour la recherche ; etc. Mais ce n’était pas suffisant. Gebauer opta alors pour la possibilité de quitter complètement le lycée et d’être rattaché à une université où il aurait suffisamment de temps pour la recherche. La première offre est venue de Zagreb. L’université qui y avait été récemment créée, cherchait un professeur de slavistique. Le recteur, Paul Muhić, s’adressa à Gebauer en lui proposant ce poste. Après de nombreuses réflexions, Gebauer refusa le poste car le ministre tchèque lui avait promis un poste à Prague. En octobre 1874, il fut nommé professeur « extraordinaire » (c'est-à-dire pas titulaire) à l’université de Prague. Vu le budget serré, il n’obtint que « le titre et le caractère d’un professeur extraordinaire » : une situation provisoire pour quelques semestres, comme le ministre le lui avait promis. Cependant, cette situation dura presque sept années avant qu’il ne soit nommé, en 1880, professeur titulaire de la langue et de la littérature tchèques.

### Querelles scientifiques
Après sa nomination à l’université en 1874, Gebauer dut affronter plusieurs querelles visant sa personne et son œuvre. Ces querelles avaient pour but de le calomnier et de le discréditer. Les initiateurs (les gens de l’entourage de Martin Hattala) ne cherchaient pas à mener une polémique scientifique. Plusieurs de ces disputes marquèrent Gebauer par leur violence. L’œuvre de Gebauer était solide et aucune de ces polémiques ne le mit en danger. Cependant Gebauer était de santé fragile et chaque nouvelle attaque pesa énormément sur lui.

#### Affaire Prusík
En 1875, František Prusík, professeur de tchèque au lycée à Příbram, s’adressa à la rédaction de la revue Listy filologické dont Gebauer était un des rédacteurs pour y publier un article scientifique. Gebauer rendit l’article à Prusík en lui demandant de le corriger car il n’était pas d’accord avec les conclusions de Prusík et car il trouvait que l’article était difficile à lire. Malgré les corrections que Prusík apporta à son article, Gebauer le refusa quand même. František Prusík se plaignit après du professeur Kvíčala, rédacteur en chef : ce dernier soutint Gebauer et fit savoir à M. Prusík que la rédaction de la revue Listy filologické souhaitait désormais n’avoir aucun contact avec lui. M. Prusík proposa son article à Vatroslav Jagić, rédacteur en chef de la revue Archiv für slavische Philologie, mais il entendit la même réponse que celle de Gebauer. Son article fut finalement publié dans la revue Zeitschrift für die österreichischen Gymnasien.
Prusík n’oublia cependant pas cette histoire et il chercha à se venger.
En 1876, Gebauer publia un de ses premiers travaux, Uvedení do mluvnice české (Initiation à la grammaire tchèque). František Prusík écrivit un compte rendu pour la revue Zeitschrift für die österreichischen Gymnasien où il accusa Gebauer de plagiat. Selon lui, Gebauer copia l’œuvre de Friedrich Müller (en) Grundriß der Sprachwissenschaft I. Gebauer s’adressa aux rédacteurs de Zeitschrift für die österreichischen Gymnasien qui lui permirent de publier un article défensif où Gebauer prouva bien que les dires de M. Prusík ne se basaient pas sur la vérité et qu’il ne s’agissait que de calomnie.
Le coup était néanmoins bien monté. Zeitschrift für die österreichischen Gymnasien était une revue du ministère de l’Education et, en y publiant son compte rendu, Prusík visait à discréditer Gebauer. Celui-ci n’était encore que professeur « extraordinaire » à l’Université. Les accusations auraient pu nuire à sa carrière.

### Grammaire historique et Dictionnaire de l'ancien tchèque
Dès le début des années 1870, Jan Gebauer envisagea de publier un dictionnaire historique de la langue tchèque, mais il se rendit compte que la science tchèque avait également besoin d’une grammaire complète de l’ancien tchèque. Pour la base de cette dernière, il s’inspira de la Grammaire comparée des langues slaves publiée par Franz von Miklosich (Vergleichende Grammatik der slavischen Sprachen). Cette dernière comportait quatre parties : la phonétique (Lautlehre), la morphologie lexicale (Stammbildungslehre), la morphologie (Wortbildungslehre) et la syntaxe (Syntax).
Jan Gebauer prévoyait de suivre le même schéma. Il travailla sur toutes les parties simultanément, en se faisant des notes qui devront lui servir plus tard lors de la rédaction elle-même. Les préparations lui prirent de nombreuses années. Vers la fin des années 1880, il estima que ses recherches étaient arrivées à leur terme et il entreprit des négociations avec des éditeurs pour en trouver un qui prenne en charge la publication des deux œuvres.
Vu les conséquences désastreuses de la querelle autour des faux Manuscrits de Dvůr Králové et de Zelená Hora, aucun éditeur ne voulait accepter. Finalement, il réussit à en trouver un : Friedrich Tempský, éditeur allemand ayant son commerce à la fois à Vienne et à Prague. Ce dernier redoutait des problèmes financiers liés à la publication d’une grammaire scientifique et s’engagea à la publier uniquement à la condition que Gebauer lui écrive et lui cède une grammaire scolaire, destinée à servir de manuel pour les cours de tchèque, grammaire qui financerait la publication de la grammaire historique. N’ayant pas d’autre choix, Gebauer accepta les conditions de Tempský.
Jan Gebauer fut ainsi obligé d’abandonner pour un certain temps ses travaux sur la Grammaire historique et de se concentrer sur l’élaboration d’une grammaire scolaire. Celle-ci fut achevée au début des années 1890 et il put enfin reprendre les travaux sur la Grammaire historique.
Le premier tome, La Phonétique, fut publié en 1894. Ce tome fut suivi par celui sur La Morphologie que Gebauer, vu la grande quantité de matériel recueilli, dut séparer en deux volumes : le premier, La Déclinaison, paru en 1896 et le second, La Conjugaison, en 1898. Après ces deux tomes, Gebauer fit une pause pour publier son Dictionnaire qu’il jugeait nécessaire avant de s’occuper des deux volumes restants de la Grammaire historique. Le premier volume du Dictionnaire, contenant les lettres A – J, parut en 1903. Le matériel recueilli dépassait les attentes de Gebauer et, vu son âge, le travail avançait plus lentement qu’il ne l’avait prévu ; il commença à craindre le pire, à savoir de ne pas avoir le temps de finir son œuvre. Il réussit à achever son manuscrit du Dictionnaire jusqu’au mot « moře ». Après sa mort, son élève, Emil Smetánka, poursuivit les travaux : il écrivit encore deux cahiers et le deuxième volume, allant de la lettre K jusqu’au mot « netbalivost », fut publié en 1916. Et c’est ici que l’édition du Dictionnaire historique s’arrêta.
Gebauer  prépara également en grande partie le quatrième tome de la Grammaire, La Syntaxe, qui fut publié par les soins de František Trávníček à la fin des années 1920.
Le deuxième tome que Gebauer envisageait de publier après l’achèvement du Dictionnaire, à savoir la Morphologie lexicale, ne vit jamais le jour. Ses Grammaires scolaires qui contiennent un chapitre consacré à ce sujet, peuvent fournir un aperçu de ce dont aurait traité ce tome non-écrit.
Selon les souvenirs de sa fille aînée, Gebauer regrettait d’avoir dû abandonner la Grammaire au profit de la publication du Dictionnaire. Il craignait que son œuvre restât inachevée. À son avis, le Dictionnaire aurait pu être terminé par un de ses élèves, mais cela était impossible pour la Grammaire.

## Œuvres

### Monographies
- Slovanské jazyky, porovnávací výklad hlavních charakteristických proměn hláskoslovných a tvarů flexivních (Langues slaves, étude comparative des principaux changements caractéristiques de la phonétique et des formes fléchies), Prague, I. L. Kober, 1869, 31 p.
- Uvedení do mluvnice české (Initiation à la grammaire tchèque), Prague, E. Grégr, 1876, 62 p.
- Hláskosloví jazyka českého (Phonétique de la langue tchèque), Prague, T. Mourek, 1877, 156 p.
- Über die weichen e-Silben im Altböhmischen, Vienne, K. Gerold's Sohn, 1878, 76 p.
- Über die weichen a-, o- und u-Silben im Altböhmischen, Vienne, K. Gerold's Sohn, 1879, 58 p.
- Nominale Formen des altböhmischen Comparativs, Vienne, K. Gerold's Sohn, 1880, 18 p.
- Pravidlo o staročeském e a ě a nové námitky proti jeho pravosti (La règle de l’e et ě en ancien tchèque et de nouvelles objections contre son authenticité), Prague, E. Grégr, 1880, 11 p.
- Odpověď na Přídavek p. Martina Hattaly ku prvému dílu Zbytků rýmovaných Alexandreid staročeských (Réponse au Supplément de M. Martin Hattala à propos de la Première partie des restes des Alexandreida rimées en ancien tchèque), Prague, E. Grégr, 1881, 32 p.
- Staročeské sklonění zájmenné (Déclinaison pronominale en ancien tchèque), Prague, Královská česká společnost nauk,1885, 43 p.
- Staročeské sklonění substantiv kmene-o (Déclinaison nominale de la racine –o en ancien tchèque), Prague, Královská česká společnost nauk, 1886, 44 p.
- Zpráva o chemickém a drobnohledném ohledání některých rukopisů musejních (Rapport de l’examen chimique et microscopique de quelques manuscrits du Musée), Prague, Společnost Musea království českého, 1887, 139 p.
- Poučení o padělaných rukopisech Královédvorském a Zelenohorském (Traité sur les manuscrits falsifiés de Dvůr Králové et de Zelená Hora), Prague, L. Masaryk à Hustopeč, 1888, 78 p.
- Staročeské sklonění substantiv kmene -a (Déclinaison nominale de la racine –a en ancien tchèque), Prague, Královská česká společnost nauk, 1888, 43 p.
- Staročeské sklonění složené (Déclinaison composée en ancien tchèque), Prague, Královská česká společnost nauk, 1889, 23 p.
- Mluvnice česká pro školy střední a ústavy učitelské, vol. 1. Nauka o slově (Grammaire tchèque pour les lycées et les établissements pédagogiques, vol. I – Morphologie), Prague-Vienne, F. Tempský, 1890, 188 p.
- Mluvnice česká pro školy střední a ústavy učitelské, vol. 2. Skladba (Grammaire tchèque pour les lycées et les établissements pédagogiques, vol. II – Syntaxe), Prague-Vienne, F. Tempský, 1890, 288 p.
- Staročeské sklonění jmen kmene -i (Déclinaison des noms de la racine –i en ancien tchèque), Prague, Královská česká společnost nauk, 1891, 49 p.
- Krátká mluvnice česká pro 1. třídy škol středních (Grammaire tchèque abrégée pour les 1ères classes des lycées), Prague-Vienne, F. Temspký, 1891, 135 p.
- Nový rádce grammatický (Nouveau guide grammatical), Prague, A. Holub u J. R. Vilímka, 1892, 120 p.
- Historická mluvnice jazyka českého, I. Hláskosloví (Grammaire historique de la langue tchèque, I. Phonétique), Prague, F. Tempský, 1894, 702 p.
- Mluvnice česká s naukou o slohu a literatuře (Grammaire tchèque avec la stylistique et la littérature), Prague, F. Tempský, 1895, 169 p.
- Historická mluvnice jazyka českého, III. Tvarosloví – 1. Skloňování (Grammaire historique de la langue tchèque, III. Morphologie 1. Déclinaison), Prague, F. Tempský, 1896, 637 p.
- O nové obraně padělaného Rukopisu Královédvorského (De la nouvelle défense du Manuscrit falsifié de Dvůr Králové), Prague, Jednota českých filologů, 1896, 104 p.
- Historická mluvnice jazyka českého, III. Tvarosloví – 2. Časování (Grammaire historique de la langue tchèque, III. Morphologie 2. Conjugaison), Prague, F. Tempský, 1898, 508 p.
- Příruční mluvnice jazyka českého (Grammaire portative de la langue tchèque), Prague, F. Tempský, 1900, 496 p.
- Pravidla hledící k českému pravopisu a tvarosloví, s abecedním seznamen slov a tvarů (Règles respectant l’orthographe tchèque et la morphologie, avec la liste alphabétique des mots et des formes), Prague, C. k. školní knihosklad, 1902, 203 p.
- Slovník staročeský, vol. I A-J (Dictionnaire de l’ancien tchèque, vol. I. A – J), Prague, Unie, 1903, 674 p.
- Slovník staročeský, vol. II K-netbalivost (Dictionnaire de l’ancien tchèque, vol. II. K - netbalivost), Prague, Unie, 1904-1913, 632 p. (volume terminé par Emil Smetánka)